# 2022年オーストラリアグランプリ
2022年オーストラリアグランプリ（英:  2022 Australian Grand Prix）は、2022年のF1世界選手権の第3戦として、2022年4月10日にアルバート・パーク・サーキットにて開催。
正式名称は「Formula 1 Heineken Australian Grand Prix 2022」。

## 背景
サーキット
アルバート・パーク・サーキットでの1996年の初開催以来、初めて路面の再舗装とレイアウトの変更が行われた。ターン1や3など各所のコース幅の拡張のほか、セクター2のターン9,10が廃止されたことでターン8からターン11（旧ターン13）まで高速コーナーが続くことになり、それに合わせてDRS区間が追加された（FP3前に取り除かれた）。予想では従来よりも平均速度が15km/hほど上がり、ラップタイムも5秒速くなると見られていた。
タイヤ
本レースでピレリが持ち込むドライ用タイヤのコンパウンドはハード（白）：C2、ミディアム（黄）：C3、ソフト（赤）：C5の組み合わせで、不連続のコンパウンドが供給されるのは2018年ロシアGP以来。不連続の組合せの理由としてピレリ側は、C3とC4のパフォーマンス差が小さかったからと説明した。
| ドライ用   | ドライ用       | ドライ用   | ウェット用           | ウェット用   |
| C2         | C3             | C5         | インターミディエイト | フルウェット |
| ---------- | -------------- | ---------- | -------------------- | ------------ |
| （ハード） | （ミディアム） | （ソフト） | （小雨用）           | （大雨用）   |
DRS：3箇所※（　）内は検知ポイント
当初は4箇所設置されていたが、安全上の理由からターン8から9にかけて設置された旧DRS1がFP3開始前に取り除かれた。
- DRS1：ターン10より100m先から（ターン9より130m手前）
- DRS2：ターン14より30m先から（ターン13より90m手前）
- DRS3：ターン2より30m先から（DRS2と同様）

## エントリーリスト
セバスチャン・ベッテルが本戦から復帰した。

## フリー走行
FP1
2022年4月8日 13:00 AEST(UTC+10)
トップはカルロス・サインツ。デブリとトラブルで停車したマシンの回収のために2度赤旗中断となった。セッション終了後にはセバスチャン・ベッテルがスクーターで許可無くコースに進入したとして罰金が科された。
FP2
2022年4月8日 16:00 AEST(UTC+10)
トップはシャルル・ルクレール。FP1と違い降水確率40%の曇りのセッションだったが雨が降ることは無かった。FP1をトラブルで終えていたベッテルはエンジン周りの交換作業が終わらず、1周も走れないままセッションを終えた。
FP3
2022年4月9日 13:00 AEST(UTC+10)
トップはランド・ノリス。セッション開始前にDRS1つが安全上の理由から取り除かれた。アストンマーティンの2台がクラッシュしたことにより、開始20分後と終了間際に赤旗が振られた。

## 予選
2022年4月9日 16:00 AEST(UTC+10)（文章の出典）
ポールはシャルル・ルクレールで今季2度目。2番手に0.286秒差でマックス・フェルスタッペン、3番手にセルジオ・ペレスが続いた。Q1の残り2分でニコラス・ラティフィとランス・ストロールが接触し赤旗中断となった。さらに終了後にはアレクサンダー・アルボンがコース上にマシンを止めたことによりQ2開始が遅れた。

### 予選結果
| 順位                | No. | ドライバー                 | コンストラクター                        | Q1       | Q2       | Q3       | Grid |
| ------------------- | --- | -------------------------- | --------------------------------------- | -------- | -------- | -------- | ---- |
| 1                   | 16  | シャルル・ルクレール       | フェラーリ                              | 1:18.881 | 1:18.606 | 1:17.868 | 1    |
| 2                   | 1   | マックス・フェルスタッペン | レッドブル-RBPT                         | 1:18.580 | 1:18.611 | 1:18.154 | 2    |
| 3                   | 11  | セルジオ・ペレス           | レッドブル-RBPT                         | 1:18.834 | 1:18.340 | 1:18.240 | 3    |
| 4                   | 4   | ランド・ノリス             | マクラーレン-メルセデス                 | 1:19.280 | 1:19.066 | 1:18.703 | 4    |
| 5                   | 44  | ルイス・ハミルトン         | メルセデス                              | 1:19.401 | 1:19.106 | 1:18.825 | 5    |
| 6                   | 63  | ジョージ・ラッセル         | メルセデス                              | 1:19.405 | 1:19.076 | 1:18.933 | 6    |
| 7                   | 3   | ダニエル・リカルド         | マクラーレン-メルセデス                 | 1:19.665 | 1:19.130 | 1:19.032 | 7    |
| 8                   | 31  | エステバン・オコン         | アルピーヌ-ルノー                       | 1:19.605 | 1:19.136 | 1:19.061 | 8    |
| 9                   | 55  | カルロス・サインツ         | フェラーリ                              | 1:18.983 | 1:18.469 | 1:19.408 | 9    |
| 10                  | 14  | フェルナンド・アロンソ     | アルピーヌ-ルノー                       | 1:19.192 | 1:18.815 | No Time  | 10   |
| 11                  | 10  | ピエール・ガスリー         | アルファタウリ-RBPT                     | 1:19.580 | 1:19.226 |          | 11   |
| 12                  | 77  | バルテリ・ボッタス         | アルファロメオ-フェラーリ               | 1:19.251 | 1:19.410 |          | 12   |
| 13                  | 22  | 角田裕毅                   | アルファタウリ-RBPT                     | 1:19.742 | 1:19.424 |          | 13   |
| 14                  | 24  | 周冠宇                     | アルファロメオ-フェラーリ               | 1:19.910 | 1:20.155 |          | 14   |
| 15                  | 47  | ミック・シューマッハ       | ハース-フェラーリ                       | 1:20.104 | 1:20.465 |          | 15   |
| 16                  | 20  | ケビン・マグヌッセン       | ハース-フェラーリ                       | 1:20.254 |          |          | 16   |
| 17                  | 5   | セバスチャン・ベッテル     | アストンマーティン・アラムコ-メルセデス | 1:21.149 |          |          | 17   |
| 18                  | 6   | ニコラス・ラティフィ       | ウィリアムズ-メルセデス                 | 1:21.372 |          |          | 18   |
| DSQ                 | 23  | アレクサンダー・アルボン   | ウィリアムズ-メルセデス                 | 1:20.135 |          |          | 201  |
| 107% time: 1:24.080 |     |                            |                                         |          |          |          |      |
| NC                  | 18  | ランス・ストロール         | アストンマーティン・アラムコ-メルセデス | No Time  |          |          | 192  |
| ソース:             |     |                            |                                         |          |          |          |      |

- ^1 - アルボンは前戦で他車と接触したことにより3グリッド降格ペナルティ。また、予選後に燃料サンプル違反により失格となったが、スチュワードの判断により決勝への出走が認められた[17]。
- ^2 - ストロールは予選中の接触により3グリッド降格のペナルティ。また、107%以内のタイムを記録していないが、スチュワードの判断により決勝への出走が認められた[18][19]。

## 決勝
2022年4月10日 15:00 AEST(UTC+10)（文章の出典）
優勝はシャルル・ルクレール。2位にセルジオ・ペレス、3位にジョージ・ラッセルとなった。
オープニングラップは接触も無くスムーズなスタートとなった。9番手スタートのカルロス・サインツはハードタイヤでのスタートだったが蹴り出しが悪く、ポジションを5つも落としたうえ、2周目にはターン9で姿勢を乱しターン10のアウト側のグラベルに捕まりリタイア。サインツのマシン回収の為にSCが導入され、7周目にレースは再開した。20周目前後からシャルル・ルクレールなど上位勢がピットインをした直後にセバスチャン・ベッテルがターン4の立ち上がりで姿勢を乱しクラッシュ。再びSCが導入された。ジョージ・ラッセルはこのタイミングでピット作業を行い、3位まで順位を上げた。39周目には2位を走行していたマックス・フェルスタッペンがコース脇にマシンを停めてリタイア。マシンの処理の間はVSCが導入され、ハードタイヤでスタートしたフェルナンド・アロンソなどはピット作業を行ったが、アレクサンダー・アルボンはステイアウトを選択した。アルボンは57周目までハードタイヤで走り続け、ラストラップのみソフトタイヤで走り10位で完走し1ポイントを獲得した。なお、優勝したルクレールはファステストラップと全周回ラップリーダーも記録し、自身初のグランドスラムを達成した。

### レース結果
| 順位    | No. | ドライバー                 | コンストラクター                        | 周回数 | タイム/リタイア原因 | Grid | Pts. |
| ------- | --- | -------------------------- | --------------------------------------- | ------ | ------------------- | ---- | ---- |
| 1       | 16  | シャルル・ルクレール       | フェラーリ                              | 58     | 1:27:46.548         | 1    | 26FL |
| 2       | 11  | セルジオ・ペレス           | レッドブル-RBPT                         | 58     | +20.524             | 3    | 18   |
| 3       | 63  | ジョージ・ラッセル         | メルセデス                              | 58     | +25.593             | 6    | 15   |
| 4       | 44  | ルイス・ハミルトン         | メルセデス                              | 58     | +28.543             | 5    | 12   |
| 5       | 4   | ランド・ノリス             | マクラーレン-メルセデス                 | 58     | +53.303             | 4    | 10   |
| 6       | 3   | ダニエル・リカルド         | マクラーレン-メルセデス                 | 58     | +53.737             | 7    | 8    |
| 7       | 31  | エステバン・オコン         | アルピーヌ-ルノー                       | 58     | +61.683             | 8    | 6    |
| 8       | 77  | バルテリ・ボッタス         | アルファロメオ-フェラーリ               | 58     | +68.439             | 12   | 4    |
| 9       | 10  | ピエール・ガスリー         | アルファタウリ-RBPT                     | 58     | +76.221             | 11   | 2    |
| 10      | 23  | アレクサンダー・アルボン   | ウィリアムズ-メルセデス                 | 58     | +79.382             | 20   | 1    |
| 11      | 24  | 周冠宇                     | アルファロメオ-フェラーリ               | 58     | +81.695             | 14   |      |
| 12      | 18  | ランス・ストロール         | アストンマーティン・アラムコ-メルセデス | 58     | +88.5981            | 19   |      |
| 13      | 47  | ミック・シューマッハ       | ハース-フェラーリ                       | 57     | +1 Lap              | 15   |      |
| 14      | 20  | ケビン・マグヌッセン       | ハース-フェラーリ                       | 57     | +1 Lap              | 16   |      |
| 15      | 22  | 角田裕毅                   | アルファタウリ-RBPT                     | 57     | +1 Lap              | 13   |      |
| 16      | 6   | ニコラス・ラティフィ       | ウィリアムズ-メルセデス                 | 57     | +1 Lap              | 18   |      |
| 17      | 14  | フェルナンド・アロンソ     | アルピーヌ-ルノー                       | 57     | +1 Lap              | 10   |      |
| Ret     | 1   | マックス・フェルスタッペン | レッドブル-RBPT                         | 38     | DNF                 | 2    |      |
| Ret     | 5   | セバスチャン・ベッテル     | アストンマーティン・アラムコ-メルセデス | 22     | DNF                 | 17   |      |
| Ret     | 55  | カルロス・サインツ         | フェラーリ                              | 1      | DNF                 | 9    |      |
| ソース: |     |                            |                                         |        |                     |      |      |

- ^FL - ファステストラップの1点を含む
- ^1 - ランス・ストロールはストレートでウェービングしたとして5秒のタイムペナルティ[24]。

#### 達成された主な記録
- グランドスラム：シャルル・ルクレール（F1史上26人目）[21]

## 第3戦終了時点のランキング

### ワールド・チャンピオンシップ
|         | 順位 | ドライバー           | ポイント | 1位との差 |
| ------- | ---- | -------------------- | -------- | --------- |
|         | 1    | シャルル・ルクレール | 71       |           |
| 2       | 2    | ジョージ・ラッセル   | 37       | -34       |
| 1       | 3    | カルロス・サインツ   | 33       | -38       |
| 3       | 4    | セルジオ・ペレス     | 30       | -41       |
|         | 5    | ルイス・ハミルトン   | 28       | -43       |
| ソース: |      |                      |          |           |

|         | 順位 | コンストラクター        | ポイント | 1位との差 |
| ------- | ---- | ----------------------- | -------- | --------- |
|         | 1    | フェラーリ              | 104      |           |
|         | 2    | メルセデス              | 65       | -39       |
|         | 3    | レッドブル-RBPT         | 55       | -49       |
| 4       | 4    | マクラーレン-メルセデス | 24       | -80       |
| 1       | 5    | アルピーヌ-ルノー       | 22       | -82       |
| ソース: |      |                         |          |           |

- 注：いずれもトップ5まで掲載。

### DHLファステストラップアワード
|         | 順位 | ドライバー           | 獲得数 |
| ------- | ---- | -------------------- | ------ |
|         | 1    | シャルル・ルクレール | 3      |
| ソース: |      |                      |        |

- 注：いずれもトップ5まで掲載。
- 注：ファストテストラップアワードは同数の場合、カウントバック方式がとられている。